# Kreisleiter
Un Kreisleiter (prononciation allemande : [ˈkʁaɪsˌlaɪtɐ] ; "chef de district") était un cadre officiel du NSDAP (le Parti nazi), chargé de la surveillance politique d'un Kreis, subdivision territoriale de l'Allemagne nazie. Il avait un rôle d'animation et d'organisation politique dans son arrondissement.

## Contexte historique

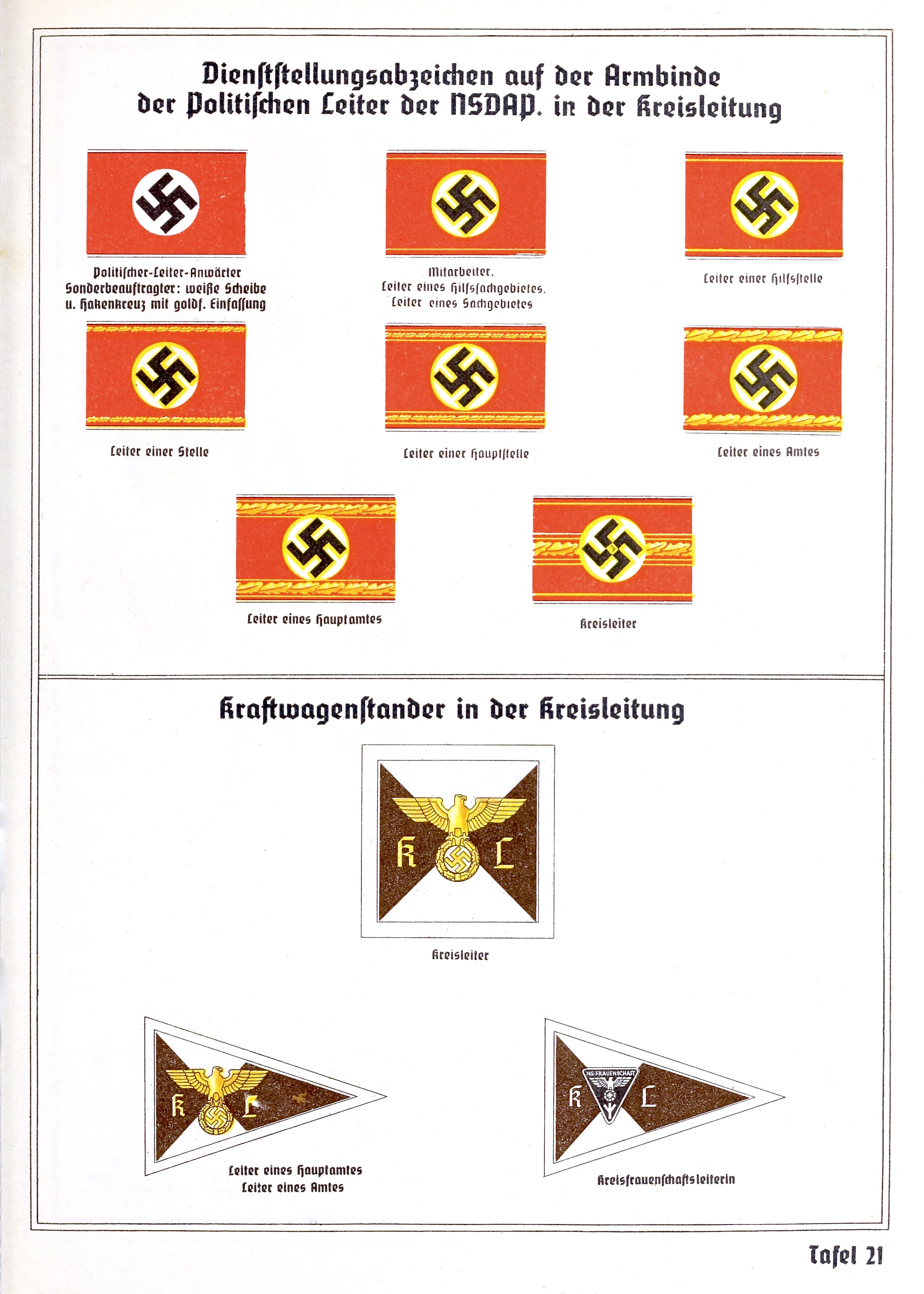
Les brassards et les drapeaux et fanions de véhicules propres à un Kreisleiter (1939).

Le poste de Kreisleiter a d'abord été créé pour assurer la coordination des circonscriptions électorales allemandes et, après la prise de pouvoir par les nazis, il est devenu un poste de gouvernement municipal de comté, remplaçant de fait le gouvernement allemand traditionnel.
En juin 1932, le NSDAP divisa le Troisième Reich en « Kreise », c'est-à-dire en cercles, ou arrondissements. Au départ, le Kreisleiter, simple représentant politique du NSDAP, avait un rôle d’animateur et d’organisateur politique pour le Parti nazi. Rattaché au gauleiter, il devint finalement son représentant dans l’arrondissement. Après avoir fourni un certificat d'aryanité, l’impétrant devait suivre des cours dans une Landesführerschule, une école nationale-socialiste destinée à former les hauts fonctionnaires nazis, avant d’être nommé officiellement par la chancellerie de Hitler.
Le Kreisleiter pouvait être nommé officiellement à son poste et assurer pleinement la direction de l’arrondissement (« mit der Führung beauftragt », siglé « m.d.F.b. »), faire fonction de Kreisleiter sans être officiellement nommé à ce poste (« mit der Wahrnehmung der Geschäfte beauftragt » siglé « m.d.W.d.G.b ».), ou encore assurer cette fonction par intérim (« zur besonderen Verfügung/Verwendung » siglé « z.b.V. »).
Le chef de l’arrondissement du Parti nazi était à la tête des services administratifs de son arrondissement, ou « Kreisleitung », et dépendait directement du gauleiter, à trois échelons hiérarchiques du Führer. À partir de 1939, compte tenu des lenteurs administratives, le Kreisleiter exerça de plus en plus souvent son pouvoir par intérim. À partir de 1943, furent créés des postes de « Kriegskreisleiter » ou « chef d’arrondissement de guerre » aux pouvoirs plus étendus, comparables à ceux d'un gauleiter.
Le Kreisleiter, chargé de la sécurité civile, devait organiser les secours en cas d’attaque aérienne, en fournissant des vivres et des abris aux victimes des bombardements aériens. Il devait en outre organiser les manifestations officielles du NSDAP en relayant activement la propagande nazie.
Le rang de Kreisleiter était à l'origine le quatrième niveau de la hiérarchie du parti nazi, après le Führer, le Reichsleiter et le Gauleiter. Le cinquième niveau sous le Kreisleiter était celui des Ortsgruppenleiters.